# アンシェントホテル浅間軽井沢
アンシェントホテル浅間軽井沢（あんしぇんとほてるあさまかるいざわ、英語: Ancient Hotel Asama Karuizawa）は、長野県北佐久郡軽井沢町にあるリゾートホテルである。トリップアドバイザーの口コミランキングで軽井沢のホテル１位。

## 概要
トリップアドバイザー“トラベラーズチョイスアワード”を3年連続受賞「標高1,000メートル以上の宿トップ10」では4位（標高1,118m）。
- 客室
  - 琥珀の間（Amber Room）アンバー：精神の安定・エネルギーの活性
  - 日長石の間（Sunstone Room）サンストーン：心の余裕・自信を育てる・安心感
  - 月長石の間（Moonstone Room）ムーンストーン：感受性を高める・未来の予知
  - 晶石の間（Shoseki Room）クリスタル：調和・浄化・潜在能力の開花
  - 瑠璃の間（Lapis Lazuli Room）ラピスラズリ：インスピレーション・健康・幸運
  - 孔雀石の間（Malachite Room）マラカイト：安眠・体力の回復
  - 黒玉の間（Jet Room）ジェット：心を鎮める・痛みを和らげる
  - 紫水晶の間（Amethyst Room）アメジスト：愛と慈しみの心
  - 翡翠の間（Jade Room）ジェイド：成功と繁栄・人徳
  - 水宝玉の間（Aquamarine Room）アクアマリン：勇敢・沈着・聡明
  - 長石の間（Labradorite Room）ラブラドライト：直感力・洞察力・創造性
  - 蛍石の間（Fluorite Room）フローライト：無邪気な発想や思考力を高める
  - 柘榴石の間（Garnet Room）ガーネット：真実・友愛・忠実・勝利
- 料理
  - 創作和食
- 館内施設
  - 響きの湯（石と音のお風呂）
  - 家族風呂（貸切風呂）
  - 御神木
  - レストラン
  - ライブラリー
  - 岩塩の間
  - 天体観測
  - 手作りブレスレット（有料）
  - アンシェントガレージ（葉巻・パイプ・煙草喫煙可能）
  - フェイシャル・フット・ボディトリートメント

## 沿革
- 2011年（平成23年）- 7月21日、アンシェントホテル浅間軽井沢オープン。
- 2015年（平成27年）- 3月3日、『トラベラーチョイスアワード2015』を受賞。人気の小規模ホテル3位[4]。サービスで人気のホテル4位[5]。
- 2019年(令和元年)　-　『エクセレンス認証』を受賞。

## 交通アクセス
- 車
  - 上信越自動車道碓氷軽井沢インターチェンジより、白糸ハイランドウェイ（宿泊者無料）経由17km（平常時30分）
- 電車
  - 北陸新幹線軽井沢駅下車。草軽交通バスの草津・北軽井沢方面行きバス（約20分）、小瀬温泉駅下車。バス進行方向に向かって徒歩3分。
  - 送迎車（予約制）軽井沢駅北口エスカレーター下（15:30、16:30、17:30）